# Dubai Women’s Sevens 2021 (grudzień)
Dubai Women’s Sevens 2021 – dziesiąta edycja wchodzącego w skład World Rugby Women’s Sevens Series turnieju Dubai Women’s Sevens przeznaczonego dla żeńskich reprezentacji narodowych w rugby 7. Odbyła się w dniach 3–4 grudnia 2021 roku na The Sevens w Dubaju będąc drugim turniejem sezonu 2021/2022.

## Informacje ogólne
Na początku marca 2021 roku ogłoszono, że zawody będą jednym z pięciu zaplanowanych do rozegrania w sezonie 2020/2021, plany te zostały zrewidowane na początku września tegoż roku i turniej powrócił do sezonu 2021/2022.
Rozegrane na The Sevens zawody były drugim turniejem sezonu 2021/2022 World Rugby Women’s Sevens Series i wzięło w nich udział dziesięć reprezentacji – dziewięciu stałych uczestników cyklu oraz zaproszona reprezentacja Wielkiej Brytanii. Podział na grupy oraz rozkład gier zostały opublikowane przez World Rugby na początku grudnia 2021 roku. Drużyny rywalizowały w pierwszej fazie systemem kołowym podzielone na dwie pięciozespołowe grupy, po czym nastąpiły mecze o poszczególne miejsca. Składy i charakterystyki zespołów.
W pierwszym dniu ton rozgrywkom nadawały reprezentacje Australii oraz Fidżi, które następnie spotkały się w finale. Podobnie jak tydzień temu górą były Australijki, a najlepszą zawodniczką finału została uznana Faith Nathan. Najwięcej punktów zdobyła Francuzka Jade Ulutule, pięć zawodniczek zdobyło zaś po sześć przyłożeń, zaś wyróżnienie DHL Impact Player otrzymała ponownie Charlotte Caslick.
Tak jak rok wcześniej wstęp na czwartkowe spotkania był bezpłatny, zaś wejściówka na oba pozostałe dni kosztowała w przedsprzedaży 475–500 dirhamów.

## Faza grupowa

### Grupa A
| 3 grudnia 202109:00 | Rosja | 17:5 | Brazylia | The Sevens, Dubaj |
| 3 grudnia 202109:00 |       | 17:5 |          | The Sevens, Dubaj |

| 3 grudnia 202109:22 | Australia | 40:0 | Hiszpania | The Sevens, Dubaj |
| 3 grudnia 202109:22 |           | 40:0 |           | The Sevens, Dubaj |

| 3 grudnia 202112:24 | Rosja | 38:17 | Hiszpania | The Sevens, Dubaj |
| 3 grudnia 202112:24 |       | 38:17 |           | The Sevens, Dubaj |

| 3 grudnia 202112:46 | Australia | 52:0 | Kanada | The Sevens, Dubaj |
| 3 grudnia 202112:46 |           | 52:0 |        | The Sevens, Dubaj |

| 3 grudnia 202119:07 | Kanada | 10:12 | Hiszpania | The Sevens, Dubaj |
| 3 grudnia 202119:07 |        | 10:12 |           | The Sevens, Dubaj |

| 3 grudnia 202120:05 | Australia | 35:7 | Brazylia | The Sevens, Dubaj |
| 3 grudnia 202120:05 |           | 35:7 |          | The Sevens, Dubaj |

| 4 grudnia 202109:00 | Brazylia | 14:21 | Hiszpania | The Sevens, Dubaj |
| 4 grudnia 202109:00 |          | 14:21 |           | The Sevens, Dubaj |

| 4 grudnia 202109:22 | Rosja | 14:12 | Kanada | The Sevens, Dubaj |
| 4 grudnia 202109:22 |       | 14:12 |        | The Sevens, Dubaj |

| 4 grudnia 202112:51 | Brazylia | 12:17 | Kanada | The Sevens, Dubaj |
| 4 grudnia 202112:51 |          | 12:17 |        | The Sevens, Dubaj |

| 4 grudnia 202113:13 | Australia | 26:17 | Rosja | The Sevens, Dubaj |
| 4 grudnia 202113:13 |           | 26:17 |       | The Sevens, Dubaj |

### Grupa B
| 3 grudnia 202109:00 | Francja | 33:12 | Wielka Brytania | The Sevens, Dubaj |
| 3 grudnia 202109:00 |         | 33:12 |                 | The Sevens, Dubaj |

| 3 grudnia 202109:22 | Fidżi | 24:19 | Irlandia | The Sevens, Dubaj |
| 3 grudnia 202109:22 |       | 24:19 |          | The Sevens, Dubaj |

| 3 grudnia 202111:40 | Francja | 29:0 | Irlandia | The Sevens, Dubaj |
| 3 grudnia 202111:40 |         | 29:0 |          | The Sevens, Dubaj |

| 3 grudnia 202112:02 | Fidżi | 21:12 | Stany Zjednoczone | The Sevens, Dubaj |
| 3 grudnia 202112:02 |       | 21:12 |                   | The Sevens, Dubaj |

| 3 grudnia 202115:52 | Stany Zjednoczone | 19:12 | Irlandia | The Sevens, Dubaj |
| 3 grudnia 202115:52 |                   | 19:12 |          | The Sevens, Dubaj |

| 3 grudnia 202116:14 | Fidżi | 17:15 | Wielka Brytania | The Sevens, Dubaj |
| 3 grudnia 202116:14 |       | 17:15 |                 | The Sevens, Dubaj |

| 4 grudnia 202109:00 | Wielka Brytania | 17:24 | Irlandia | The Sevens, Dubaj |
| 4 grudnia 202109:00 |                 | 17:24 |          | The Sevens, Dubaj |

| 4 grudnia 202109:22 | Francja | 28:0 | Stany Zjednoczone | The Sevens, Dubaj |
| 4 grudnia 202109:22 |         | 28:0 |                   | The Sevens, Dubaj |

| 4 grudnia 202112:07 | Wielka Brytania | 17:40 | Stany Zjednoczone | The Sevens, Dubaj |
| 4 grudnia 202112:07 |                 | 17:40 |                   | The Sevens, Dubaj |

| 4 grudnia 202112:29 | Fidżi | 17:12 | Francja | The Sevens, Dubaj |
| 4 grudnia 202112:29 |       | 17:12 |         | The Sevens, Dubaj |

## Faza pucharowa

### Mecz o miejsca 1–2
| 4 grudnia 202118:56 | Australia | 15:5 | Fidżi | The Sevens, Dubaj |
| 4 grudnia 202118:56 |           | 15:5 |       | The Sevens, Dubaj |

### Mecz o miejsca 3–4
| 4 grudnia 202118:07 | Rosja | 5:28 | Francja | The Sevens, Dubaj |
| 4 grudnia 202118:07 |       | 5:28 |         | The Sevens, Dubaj |

### Mecz o miejsca 5–6
| 4 grudnia 202116:41 | Hiszpania | 5:7 | Stany Zjednoczone | The Sevens, Dubaj |
| 4 grudnia 202116:41 |           | 5:7 |                   | The Sevens, Dubaj |

### Mecz o miejsca 7–8
| 4 grudnia 202116:19 | Kanada | 12:26 | Irlandia | The Sevens, Dubaj |
| 4 grudnia 202116:19 |        | 12:26 |          | The Sevens, Dubaj |

### Mecz o miejsca 9–10
| 4 grudnia 202117:04 | Brazylia | 26:24 | Wielka Brytania | The Sevens, Dubaj |
| 4 grudnia 202117:04 |          | 26:24 |                 | The Sevens, Dubaj |

## Klasyfikacja końcowa
| Miejsce | Reprezentacja     | Punkty |
| ------- | ----------------- | ------ |
| 1       | Australia         | 20     |
| 2       | Fidżi             | 18     |
| 3       | Francja           | 16     |
| 4       | Rosja             | 14     |
| 5       | Stany Zjednoczone | 12     |
| 6       | Hiszpania         | 10     |
| 7       | Irlandia          | 8      |
| 8       | Kanada            | 6      |
| 9       | Brazylia          | 4      |
| 10      | Wielka Brytania   | 3      |